# Disco magnético
Un disco magnético (flexible o rígido) sirve como soporte de almacenamiento de datos para archivo de información.
Almacena los bytes de estos archivos en uno o varios sectores de pistas circulares.
Es un tipo de soporte magnético, que utiliza discos de materiales con propiedades magnéticas (magnetismo) para almacenar información digital.
Los discos magnéticos son aparatos que contienen microlámina encerrada en medio de esta. Fueron muy efectivos, pues tuvieron mayor capacidad de almacenamiento, además las computadoras IBM tenían este puerto de acceso, existieron varios títulos.

## Tipos de discos magnéticos
- Discos flexibles
- Discos intercambiables
- Discos fijos
- Discos con tecnología Winchester
- Discos duros